# Clubiona lyriformis
Clubiona lyriformis är en spindelart som beskrevs av Song och Zhu 1991. Clubiona lyriformis ingår i släktet Clubiona och familjen säckspindlar. Inga underarter finns listade i Catalogue of Life.